# Міжнародна мільйонна карта світу

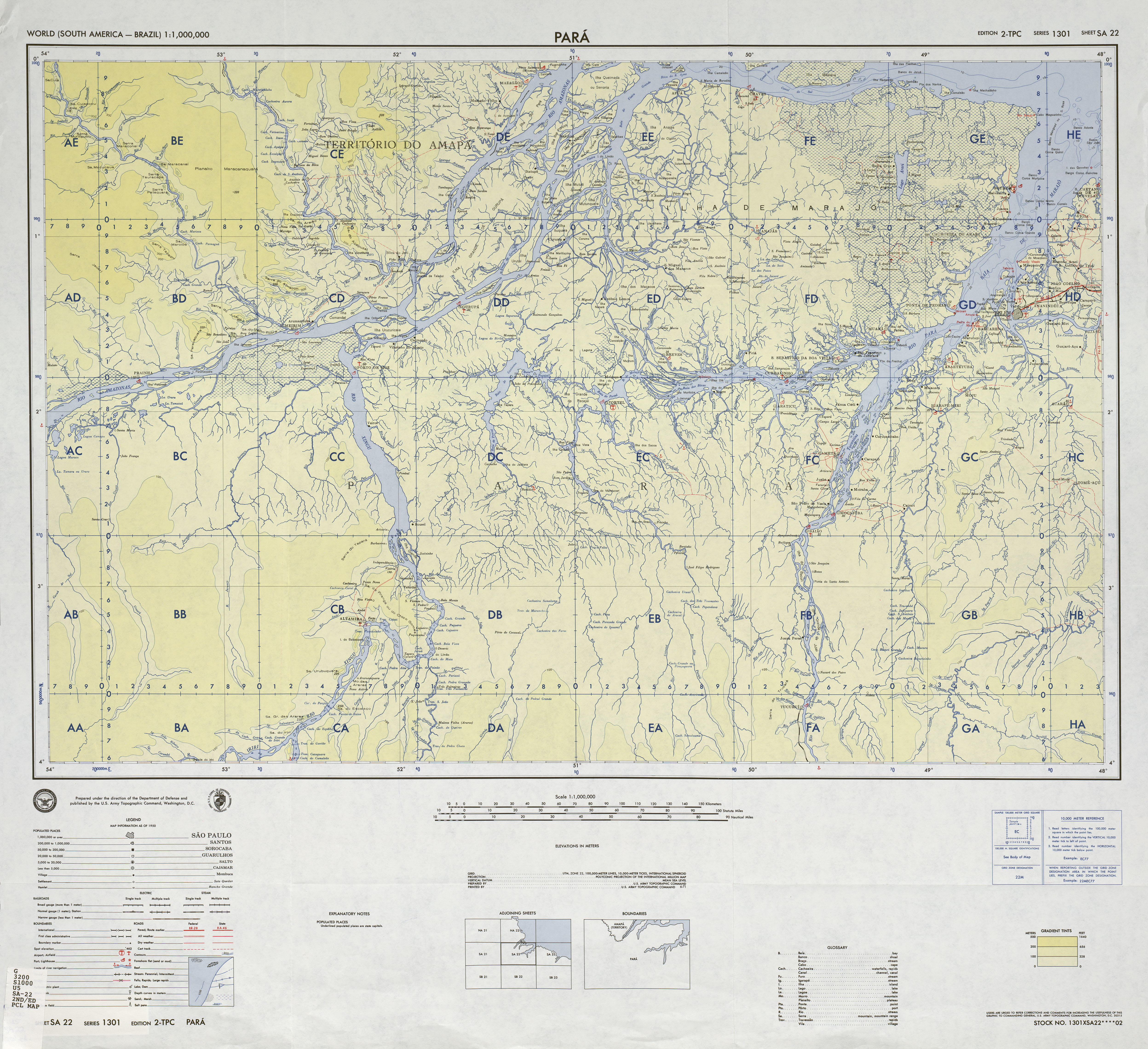
Карта гирла річки Амазонка

Міжнародна карта світу (також мільйонна карта світу, через її масштаб 1:1 000 000) — це був проєкт зі створення повної карти світу відповідно до міжнародних стандартів. Вперше його запропонував німецький географ Альбрехт Пенк у 1891 році.
У Лондоні було створено Центральне бюро карти світу. Після Другої світової війни цим проєктом зайнялася організація ЮНЕСКО. До 1953 року було випущено 400 аркушів з картами. Проте, заповнені аркуші застаріли ще до того, як проєкт створив повний набір карт, і до 1960-х років їх відкинули як такі, що не мали практичної користі. Після цього проєкт більше не контролювався до 1990-х років.

## Початок

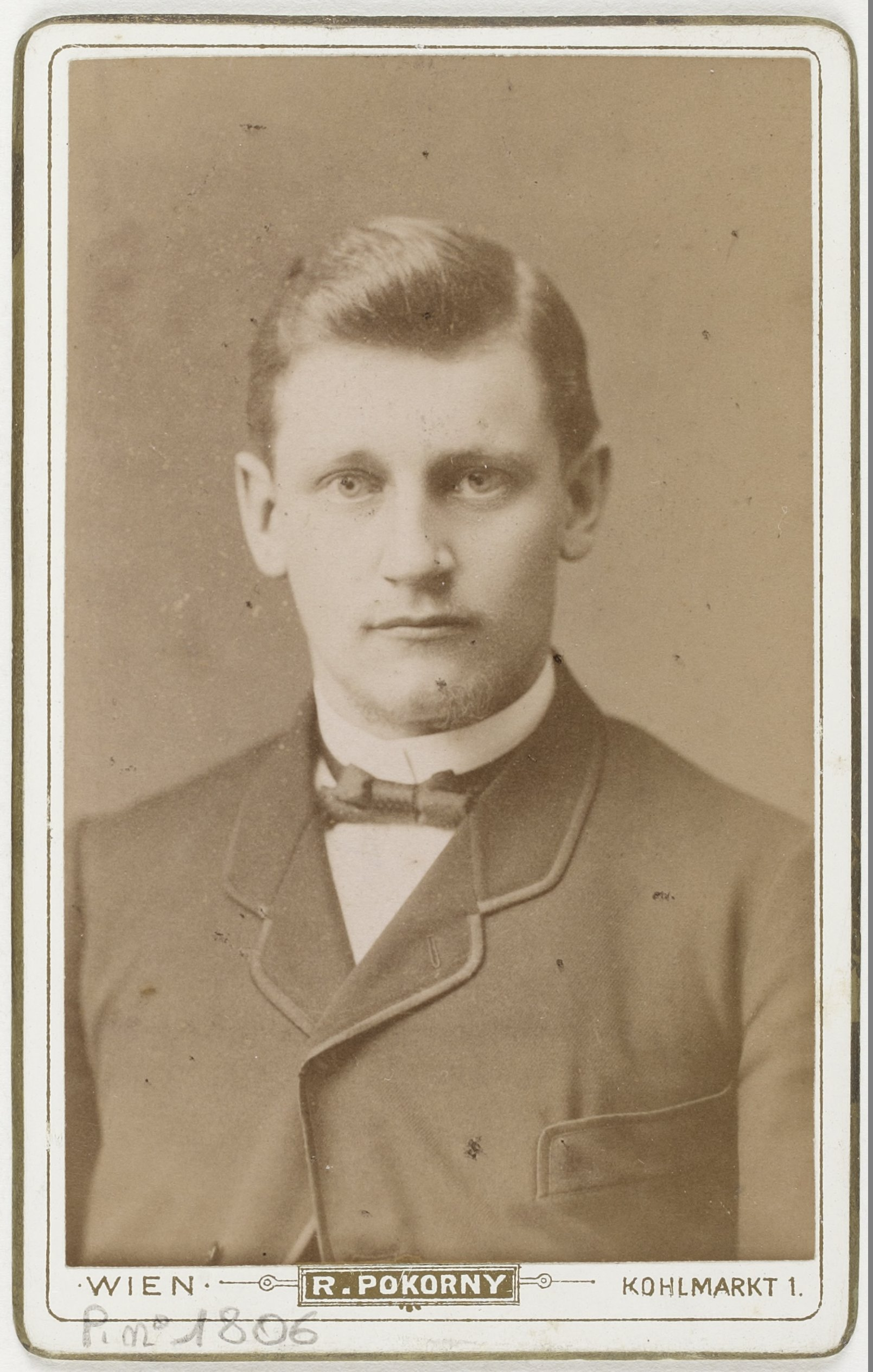
Німецький географ Альбрехт Пенк, який першим запропонував ідею міжнародної карти світу

Міжнародна карта світу була дітищем німецького географа Альбрехта Пенка, який представив свою ідею в 1891 році на 5-му Міжнародному географічному конгресі в Берні. Він стверджував, що картам світу бракує узгодженого стилю, і що створити єдину карта світу можливо, оскільки була доступна достатня кількість інформації. У 1893 році в журналі The Geographical Journal він описав проблеми, пов'язані з картами, які існували в той час, зазначивши, що «інтереси цивілізованого життя роблять хороші карти необхідністю». Для Пенка було важливим, щоб карти представляли територію «...не просто як шматок землі, обмежений політичними кордонами, а як регіон у рамках його природного оточення».
Пропозиція Пенка обговорювалася на конференціях Міжнародного географічного конгресу в 1895, 1899, 1904 і 1908 роках. Його ідея полягала в створенні набору карт, які включали б як геофізичні, так і людські географічні дані, отримані за допомогою найточніших методів, відомих на той час. Він передбачав, що 2500 карт будуть створені за допомогою поліконічної проекції, що означало б, що карти можуть бути з’єднані майже без проблем. Він висловив надію, що уряди фінансуватимуть проєкт неполітичного картографування, і припустив, що, можливо, доведеться покладатися на географічні товариства, академічні установи та благодійні організації за відсутності допомоги з боку урядів у цьому проєкті.
У 1909 році на Першій міжнародній конференції в Лондоні, на якій були присутні представники 10 країн, були визначені правила та специфіка нового проєкту. Французький уряд погодився прийняти використання Гринвіцького меридіана, а британський уряд погодився використовувати метричну систему. До 1913 року система відліку координат була завершена, і було обіцяно фінансування від урядових установ у всьому світі (не включаючи США); тоді і почався процес створення карт.

## Опис
Міжнародна карта світу, також відома як Мільйонна карта світу, через її масштаб 1:1 000 000, була проєктом зі створення повної карти світу відповідно до міжнародно узгоджених стандартів. Дороги зображувалися червоним кольором, міста та залізниці – чорним, а написи були зроблені латиницею.

### Система індексування карт

Індекс карти Північної та Центральної Азії

Систему індексування карт було розроблено для поділу земної кулі на ділянки, що охоплюють шість градусів довготи на чотири градуси широти. Поздовжні зрізи пронумеровані від 1 (180°–174° на захід) до 60 (174°–180° на схід). Широтні зрізи позначаються літерами NA (0°– 4° півночі), NV (84°– 88° півночі), SA (0°– 4° півдня) і SV (84°– 88° півдня).
Через скорочення відстані довготи зі збільшенням широти, проміжок довготи за межами 60 градусів широти подвоюється до дванадцяти градусів. За значенням у 76 градусів знову подвоюється до 24 градусів. Отже, повна карта розділила б світ на 2160 частин, кожна з яких охоплювала б приблизно 236 000 квадратних кілометрів (91 000 квадратних миль).
Ця система індексування пережила міжнародний проект і все ще використовується в національних і міжнародних програмах картографування в Австралії, Росії, Сполучених Штатах і Китаї.

## Розвиток і занепад
При картографічному бюро «Ordnance Survey» у Лондоні було створено Центральне бюро карти світу. До 1939 року було створено 350 карт із 1000 запланованих. Після Другої світової війни за проєкт взялася ООН. До 1953 року було створено 400 з приблизно 1000 карт; хоча це охоплювало більшу частину поверхні суші за межами Північної Америки, деякі мапи застаріли на десятиліття. Окрім того, вони не охоплювали більшу частину поверхні відкритого океану. США завершили більшість карт своєї внутрішньої території, а карти, які включали кордон з Канадою, були завершені тією країною, яка мала більшу територію в кожному чотирикутнику. У 1964 році Артур Х. Робінсон відкинув Міжнародну мільйонну карту світу як «картографічні шпалери», які не мають практичної користі. Після цього було небагато оновлень, і в 1989 році ЮНЕСКО оголосило проект неможливим для продовження і припинило його моніторинг.

## Галерея

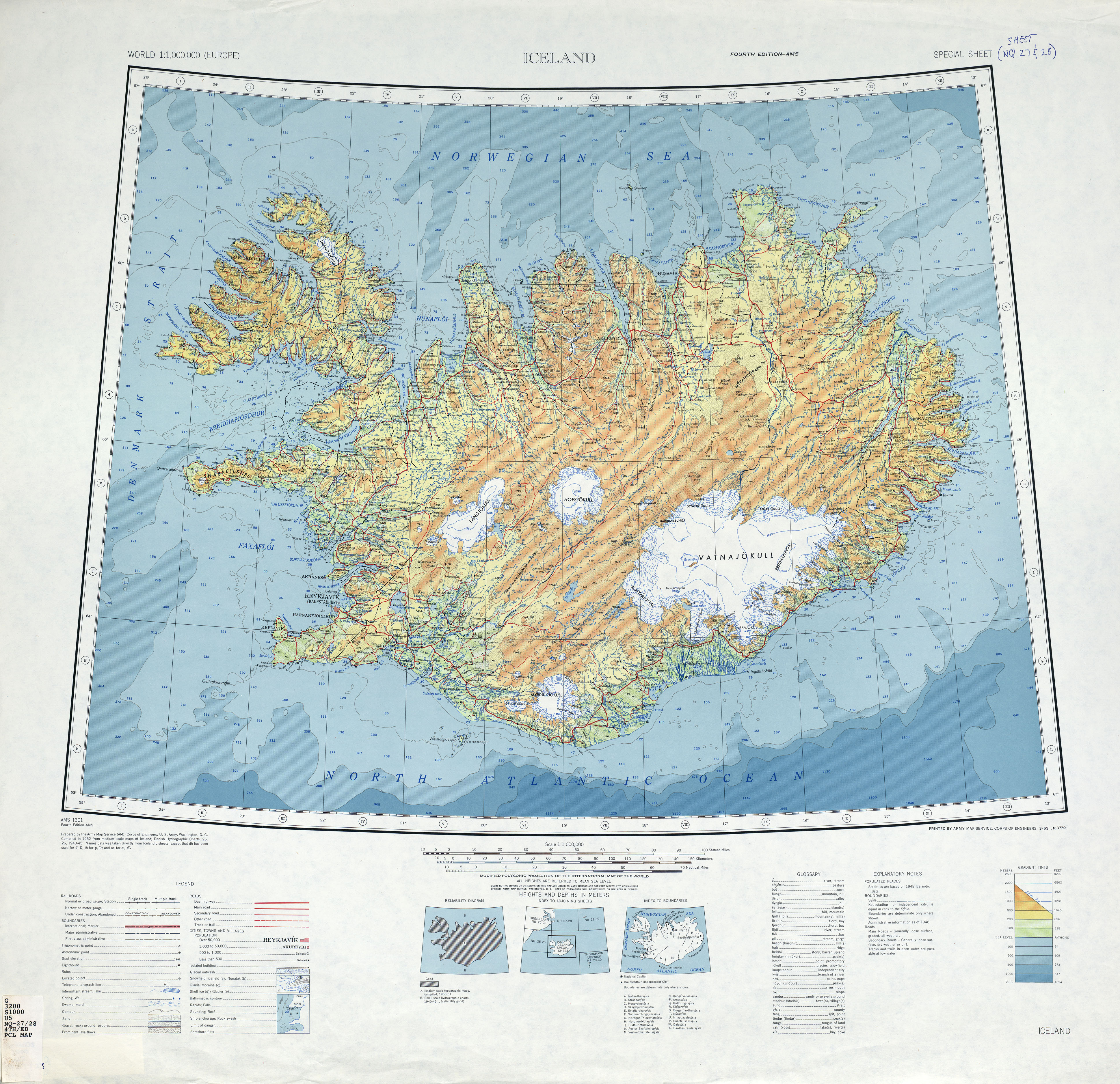
Карта Ісландії
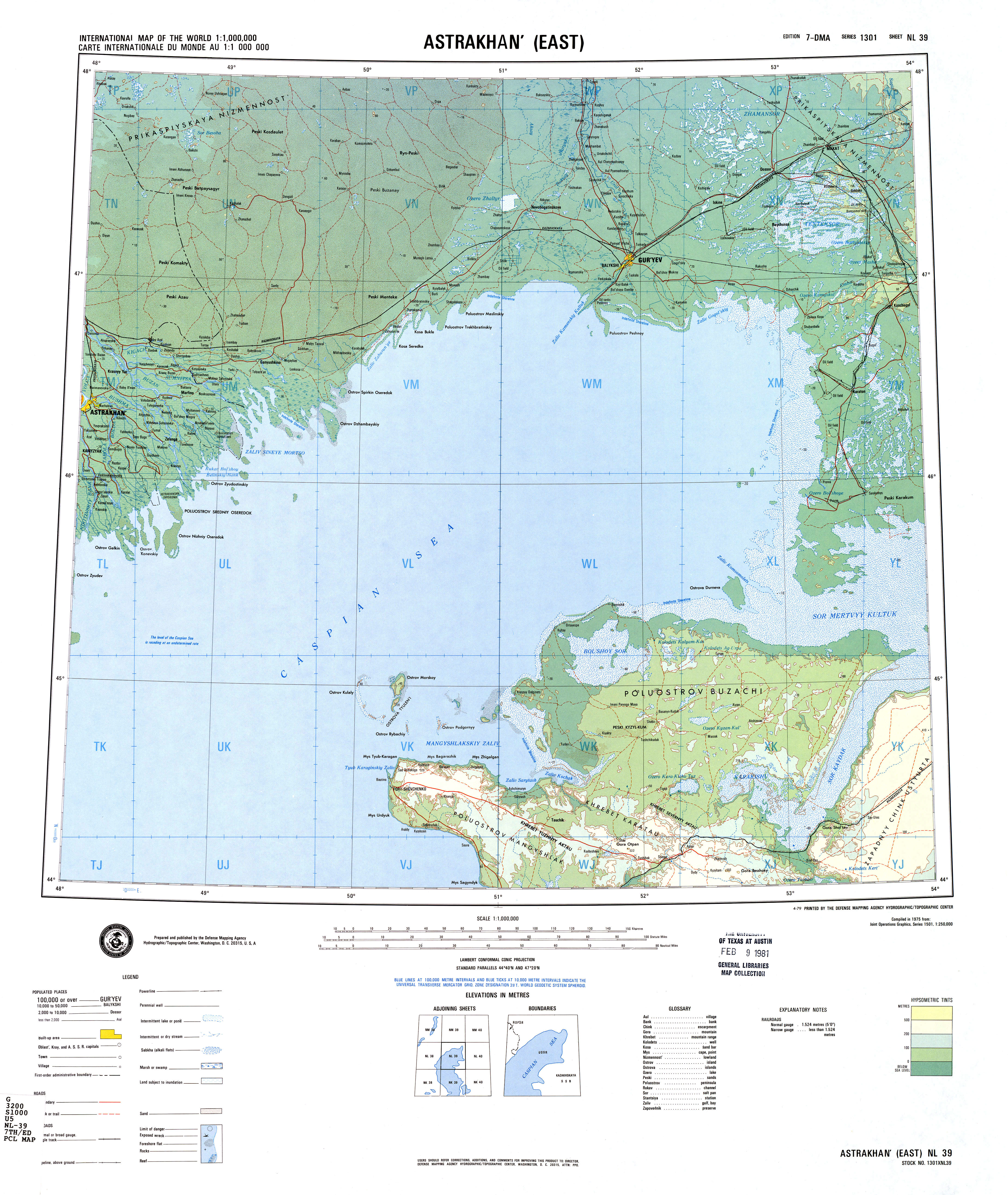
Карта північної частини Каспійського моря
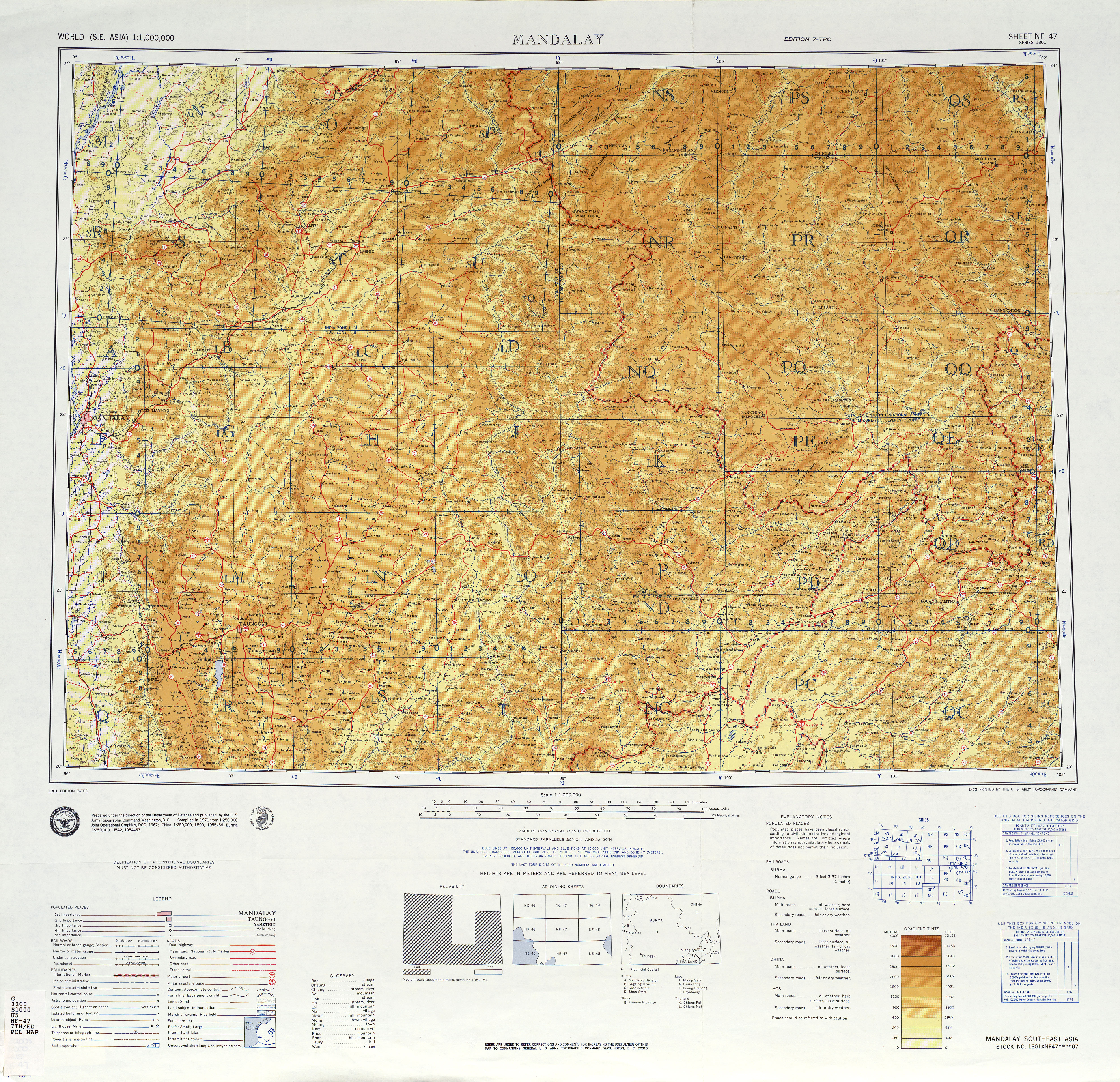
Карта регіону Мандалай в Бірмі
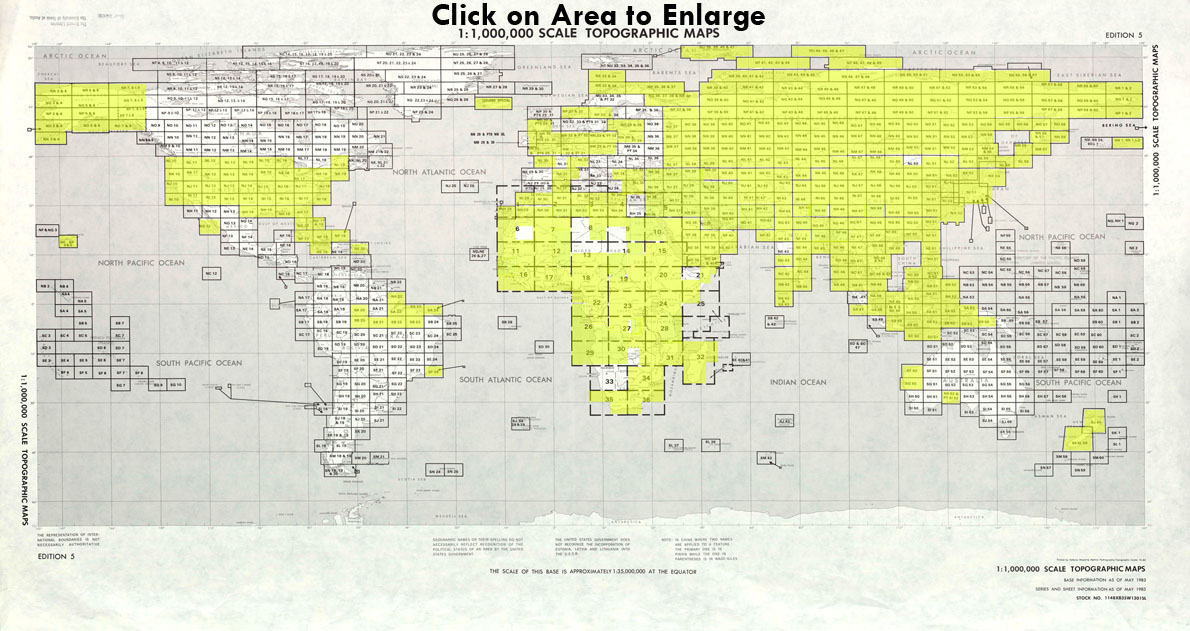
Індексна карта Міжнародної карти світу 1:1,000,000